# Armadillo de cua nua
Els armadillos de cua nua (Cabassous) són un gènere d'armadillos tolipeutins de Sud-amèrica. El gènere conté les següents espècies:
- Armadillo de cua nua septentrional, Cabassous centralis
- Armadillo de cua nua del Chaco, Cabassous chacoensis
- Armadillo de cua nua meridional, Cabassous unicinctus
- Armadillo de cua nua gros, Cabassous tatouay